# غاري كيلهوفنر
كان غاري واين كيلهوفنر (١٥ فبراير ١٩٤٩ - ٢ سبتمبر ٢٠١٠) عالمًا اجتماعيًا أمريكيًا ومنظرًا مؤثرًا في العلاج المهني ، وقد برز كباحث خلال فترة عمله كأستاذ ورئيس لقسم العلاج الوظيفي في الجامعة إلينوي في شيكاغو .    اشتهر بنموذج الممارسة المفاهيمي الخاص به ، والذي يُعرف عالميًا باسم النموذج الوظيفي البشري (MOHO). تم نشر النموذج لأول مرة كسلسلة من المقالات في المجلة الأمريكية للعلاج الوظيفي من تأليف كيلهوفنر وآخرين ، ولكن تم تطويره لاحقًا على نطاق واسع على مدى مسيرته المهنيه في في جامعة إلينوي في شيكاغو وتم نشره في العديد من الكتب والمقالات. ألقى كيلهوفنر محاضرات على نطاق واسع واستشار بانتظام في الولايات المتحدة وخارجها ، لا سيما في جميع أنحاء الدول الاسكندنافية ، المملكة المتحدة ، أيرلندا ، إيطاليا ، فرنسا ، ألمانيا ، إسبانيا ، البرتغال ، اليابان ، هونغ كونغ ، إسرائيل ، وأمريكا الوسطى والجنوبية . تواصل شبكة نشطة من المؤيدين عبر مجتمع العلاج الوظيفي الدولي دراسة نموذجه وتطويره
كانت المساهمة النظرية الرئيسية لكيلهوفنر هي فكرته القائلة بأن الفهم الكامل للطريقة المعقدة التي يتم من خلالها بدء الوظيفة البشري ومتابعتها وإكمالها يتطلب بالضرورة مناهج أنظمة تعتمد على البحث في العلوم البيولوجية والنفسية والاجتماعية. كان من بين أوائل المنظرين في مجاله الذين استخدموا نظرية الأنظمة العامة ونظرية الأنظمة الديناميكية لاحقًا لوصف تعقيدات نموذجه ، والتي وصفت العلاقات التكرارية والتفاعلية بين إرادة الشخص ، والتعود (الأدوار والعادات) ، والقدرة على الأداء ، و البيئة  كان أيضًا أول من يشرح بوضوح أهمية وملاءمة البعد الزمني لممارسة العلاج الوظيفي.   يُستشهد بعمل كيلهوفنر على نطاق واسع ويقف نموذجه من بين المساهمات النظرية الأكثر تأثيرًا في تاريخ العلاج الوظيفي. 
وُلد غاري واين كيهوفر في مدينة كيب جيراردو بولاية ميسوري في ١٥ فبراير ١٩٤٩ وعاش في ريف جنوب ولاية ميسوري (وهران) خلال فترة طفولته. كانت دراسته المبكرة في ولاية ميسوري في مدرسة سانت أمبروز في الرعية الكاثوليكية التي تحمل الاسم نفسه. التحق بمعهد اللاهوت قبل دراسة علم النفس والعلاج الوظيفي في جامعة سانت لويس . متأثرًا بشدة بتجربة مبكرة عندما كان طفلًا صغيرًا جدًا يساعد جدته في أعقاب حادث سيارة خطير ، قرر مواصلة الدراسة في العلاج المهني في جامعة جنوب كاليفورنيا بلوس انجلوس ، حيث سرعان ما أصبح مهتمًا بالأسس النظرية للوظيفة البشرية . خلال الفترة التي قضاها كطالب دراسات عليا في جامعة جنوب كاليفورنيا ، عمل على نموذج نظري لفهم أفضل للوظيفة البشرية وعواقبها وتأثيراتها من منظور صحي ، ونشر أربعة مقالات أوضحت نظريته.     حاولت هذه المقالات الاستفادة من الأفكار الرائدة من العلوم الاجتماعية وتطبيقها في فهم معقد للبشر ككائنات ذات حاجة جوهرية للتصرف بكفاءة وبشكل هادف في بيئاتهم. بعد تخرجه من جامعة جنوب كاليفورنيا بدرجة ماجستير الآداب في العلاج الوظيفي ، قرر كيلهوفنر بدء الدراسة المتقدمة في الصحة العامة ، وحصل لاحقًا على درجة دكتور (دكتور في الصحة العامة) من جامعة كاليفورنيا في لوس أنجلوس
بعد التخرج من جامعة كاليفورنيا ، قبل كيلهوفنر موعدًا في جامعة بوسطن ، بعد ذلك بوقت قصير لقبول منصب في جامعة فرجينيا كومنولث أثناء وجوده في جامعة فرجينيا كومنولث بولاية فرجينيا ، بدأ بجدية في تطوير وشرح نموذج الوظيفة البشرية الخاص به ، والذي بدأ بعد ذلك في جذب الانتباه في مهنة العلاج الوظيفي. في عام ١٩٨٨ قبل التعيين كأستاذ كرسي ورئيسًا في جامعة إلينوي في شيكاغو حيث ظل حتى وفاته في عام ٢٠١٠. في ، واصل كيلهوفنر تطوير نظريته ، ونشر العديد من المقالات التي توضح مكونات مختلفة من النموذج. مع تزايد الاعتراف بالنموذج ، قبل دعوات لإلقاء المحاضرات والتدريس في عدة مواقع دولية حيث كان لعمله تأثير في ممارسة التوجيه ، وعلى الأخص في ستوكهولم ، السويد في معهد كارولينسكا وفي جامعة كوين مارغريت في إدنبرة ، اسكتلندا. أسس مركز أبحاث وتعليم النتائج في بموجب منحة من مؤسسة العلاج الوظيفي الأمريكية ، والتي أدخلته لاحقًا إلى أكاديمية الأبحاث التابعة لها.  قبل وفاته بسبب السرطان بفترة وجيزة ، بدأ ندوة دولية استمرت وبدأت غرفة مقاصة للمقالات والمنشورات في جامعة إلينوي في شيكاغو. تقديراً لعمله ، حصل كيلهوفنر على الدكتوراه الفخرية من جامعة العلوم في فيلادلفيا ، ولاية بنسلفانيا. جامعة كوين مارغريت في اسكتلندا ، وجامعة لينشوبينغ ،في السويد. في عام ٢٠١٧ ، خلال الذكرى المئوية للعلاج الوظيفي ، تم تكريم كيلهوفنر من خلال إدراجه ضمن ١٠٠ معالج وظيفي مؤثر في تاريخ العلاج الوظيفي من قبل جمعية العلاج الوظيفي الأمريكية . 
- كيلهوفنر ، ج. (١٩٨٣). الصحة من خلال الوظيفة. النظرية والتطبيق في العلاج الوظيفي . فيلادلفيا ، ديفيز.
- كيلهوفنر ، ج . )٢٠٠٢( نموذج للوظيفة البشرية: نظرية وتطبيق (الطبعة الثالثة) بالتمور : ليبينكوت وويليامز وويلكينز.
- كيلهوفنر ، ج. (٢٠٠٩). الأسس المفاهيمية لممارسة العلاج الوظيفي (الطبعة الرابعة). فيلادلفيا ، ديفيز.
- كيلهوفنر ، ج. (٢٠٠٦). البحث في العلاج الوظيفي